# 卡爾德瓦奇湖
43°34′21″N 40°37′43″E / 43.57250°N 40.62861°E

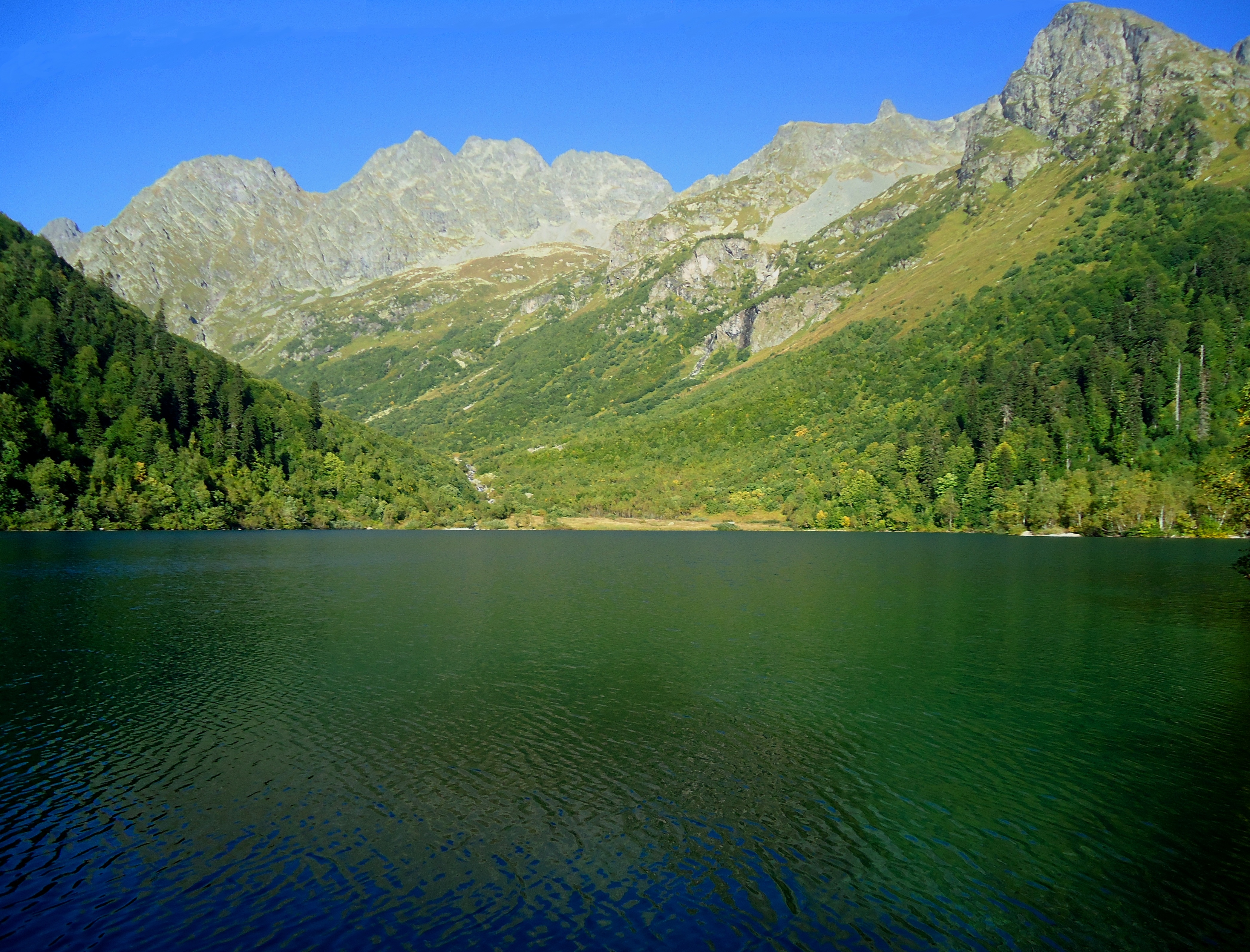

卡爾德瓦奇湖（俄语：Кардывач），是俄羅斯的湖泊，位於該國西南部，由克拉斯諾達爾邊疆區負責管轄，長0.52公里、寬0.36公里，面積0.133平方公里，海拔高度1,838米，最大水深17米。